# 66-os főút (Szlovákia)
A 66-os főút Magyarországot Lengyelországgal köti össze, része az E77-es európai útnak.

## Fekvése
A magyar határ és Zólyom között sok települést érint, és szinte mindegyiken áthalad. Zólyom és Besztercebánya között az R1-es autóúttal közös nyomvonalon fut, ez a szakasz fizetős, azonban el lehet kerülni az útdíjat ha a 69-es főútra hajtunk rá, ami később az autóút ingyenes városi szakaszára visz fel. Besztercebányát elhagyva keleti irányt vesz fel, áthalad Breznóbányán, aztán Garamfő térségében újra felveszi az északi irányt, majd nem sokkal ezután áthalad Poprád városán. A várost elhagyva keresztezi a D1-es autópályát, majd Szepesbélán áthaldva nyugati irányt vesz fel, nem sokkal ezután eléri a lengyel határt.